# Pelotas 13 Horas
Pelotas 13 Horas é um dos mais antigos programas brasileiros de rádio ao estilo mesa de debates. O programa, é apresentado diariamente pela Rádio da Universidade Católica de Pelotas, dura uma hora e meia - das 13h às 14h30min - foi ao ar pela primeira vez em 6 de novembro de 1978, na ocasião da eleição do Papa João Paulo I. Até hoje, é apresentado pelo radialista e jornalista Clayton Rocha, tendo como principal assunto o cenário público de Pelotas, focando-se principalmente na política municipal e tratando as demais áreas como suas afluentes. Impossível falar sobre o Programa Pelotas Treze Horas sem iniciar mencionando o nome de seu criador e âncora há 41 anos, o jornalista Clayton Rocha.  Espaço onde o 'debate é livre e a opinião independente' (slogan do programa), o Treze Horas é parada obrigatória de grandes personalidades que visitam Pelotas, como políticos, atores, cantores, representantes de comunidades, profissionais, enfim, local onde qualquer pessoa possa abordar questões de interesse geral. O programa conta na sua retaguarda de produção com o jornalista e radialista Paulo Francisco Gastal Neto, há mais de 30 anos.
Valorizado pelos pelotenses, o 13 foi idealizado no ano de 1978, na cidade do Vaticano, por ocasião da eleição do Papa João Paulo I. No episódio, a Rádio Universidade Católica de Pelotas fez a inédita transmissão da eleição de um Papa. Com a ideia do programa, e de volta a Pelotas, o âncora levou ao ar, pela primeira vez, o Pelotas 13 horas. Era dia 06 de novembro de 1978 e o debate contou com a presença de figuras famosas da cidade. Nestes 41 anos o programa foi transmitido de 04 continentes, sendo o segundo debate diário mais antigo do Brasil. 
Sob o lema "Debate livre e opinião independente", 35 profissionais liberais, além de jornalistas e homens do rádio, participam dos debates diários, transmitidos do "Salão Amarelo", amplo estúdio para 30 pessoas, no 7º andar do Palácio do Comércio, no centro de Pelotas-RS. O programa tem caráter opinativo e vai ao ar pontualmente às 13 horas. Os habitantes de Pelotas podem sintonizar a rádio na frequência 1160, pela modulação AM. Os três debates de rádio mais antigos do país são: "Sala de Redação", da rádio Gaúcha de Porto Alegre; "Pelotas 13 Horas", da rádio Universidade Católica de Pelotas; e rádio Jornal do Brasil, debate criado em 1983.

## História
Espaço onde o debate é livre e a opinião independente, o 13 foi idealizado pelo jornalista Clayton Rocha e tornou-se parada tradicional para as personalidades nacionais que visitam Pelotas, como políticos, atores, cantores, representantes de comunidades, profissionais, enfim, local onde qualquer pessoa possa abordar questões de interesse geral.
Valorizado pelos pelotenses, o 13 foi idealizado no ano de 1978, na cidade do Vaticano, por ocasião da eleição do Papa João Paulo I. Na ocasião, a Rádio Universidade Católica de Pelotas fez a transmissão inédita da eleição de um Papa. Com a ideia do programa, e de volta a Pelotas, o âncora, Clayton Rocha, levou ao ar, pela primeira vez, o Pelotas 13 horas. Era dia 6 de novembro de 1978 e o debate contou com a presença de figuras famosas da cidade. Nestas 3 décadas, entre os anos de 1978 e 2011, o programa foi transmitido de 4 continentes.
Entre 6 de novembro de 1978 e 6 de novembro de 2013, 9.240 debates Pelotas 13 Horas já foram levados ao ar. O Site pelotas13horas.com.br possui o principal "arquivo de Vozes" da Cidade de Pelotas. Mais de 80 nomes da história da princesa do Sul já integraram a mesa de debates do programa.  São gerados 264 debates por ano deste local.

## Séries especiais
Embora situado na cidade de Pelotas, o 13 Horas realizou coberturas de eventos em 45 países. Nessas ocasiões especiais, em sua série, sempre adotou o nome da cidade da transmissão. 

### Europa
Entre as coberturas notórias do programa, estão Londres 13 Horas, na queda de Margareth Tatcher, em 1990 e Berlim 13 Horas, na derrubada do Muro de Berlim, em 1989.

### Vaticano
Foram transmitidos, do Vaticano, a cobertura das eleições dos papas João Paulo I, João Paulo II, Bento XVI e concessão do palium de Arcebispo ao Arcebispo Metropolitano de Pelotas, Dom Jacinto Bergmann, em 29 de junho de 2011. O 13 Horas também esteve presente durante o Conclave de março de 2013, quando da eleição do 1º Papa da América Latina, Cardeal Jorge Mario Bergoglio, Papa Francisco.

### Ásia
Na Ásia, o 13 Horas deu voz à devolução de Hong Kong à China, em 1997, na caso do Hong Kong 13 Horas. Também transmitiu de Bangkok, Pequim, Tóquio e Macau em séries de uma semana.Com participação de Viviane Senna da Silva, o debate Tóquio 13 Horas foi levado ar, diretamente da capital japonesa, quando do jogo Grêmio vs. Ajax de Amsterdam, válido pela decisão do Mundial de  Clubes. A irmã do piloto Ayrton Senna participou da transmissão, diretamente de São Paulo, através de texto que recuperava as 3 conquistas de Ayrton na Fórmula-1, todas obtidas em Suzuka, Japão.

### América Latina
Durante a Copa do Mundo de 1986, o 13 Horas foi ao ar diretamente do México, na série Guadalajara 13 Horas, acompanhando o evento durante 30 dias. As transmissões especiais contaram com  a presença do jornalista João Saldanha, do Rio de Janeiro, que integrou a equipe de Debates Pelotas 13 Horas também na Cidade do México. Do mesmo país, em 14 de junho 1986, o 13 transmitiu o funeral do escritor argentino Jorge Luis Borges com depoimento do poeta Octavio Paz (Borges foi sepultado em Genebra, na Suíça, no cemitério de Plain-Palais).
No Brasil, o 13 também contou com a participação de Oscar Niemeyer. O programa foi ar diretamente do escritório do arquiteto, no ano de 2010. Também o ex-presidente Fernando Henrique Cardoso atuou como comentarista convidado do Brasília 13 Horas, tendo ao seu lado Dona Sarah Kubitsckek, durante a Convenção Nacional do PMDB que oficializou os nomes de Tancredo de Almeida Neves e José Sarney como candidatos a presidente e a vice-presidente da República. O arquivo do site contém as falas de FHC.
Aldyr Garcia Schlee, professor universitário, escritor, criador da camiseta canarinho da Seleção Brasileira, foi um dos principais colaboradores por ocasião da criação do Debate Pelotas 13 Horas, em 6 de Novembro de 1978. Em Brasília, ele e Clayton Rocha coordenaram a Série Brasília 13 Horas durante a instalação da Assembleia Nacional Constituinte, no final dos anos 80.
Designado por ato do Governador do Rio Grande do Sul, Alceu de Deus Collares, o jornalista Clayton Rocha não apenas dirigiu a Série Rio de Janeiro 13 Horas na Conferência Mundial do Meio Ambiente, a Rio 92, como chefiou a Delegação Oficial do Governo do Estado do Rio Grande do Sul.

## Clayton Rocha
Clayton Rocha é um jornalista notório na história da radiodifusão pelotense. Inicia suas atividades profissionais em 2 de fevereiro de 1968 como repórter da Rádio Universidade, onde exerce as funções de comentarista, narrador de futebol e cronista esportivo. Em 1978, no entanto, passa a dedicar-se com exclusividade ao Pelotas 13 Horas, centrado em sua figura. Atualmente, Clayton Rocha também foi coordenador de Comunicação Social da Universidade Federal de Pelotas.

## Projetos Sociais e Empresariais
Em 1970, Clayton Rocha cria a campanha 12 Horas Beneficentes, na qual permanece 12 horas no ar com o objetivo de arrecadar recursos para instituições assistenciais da região. Juntamente com Manoel Marques da Fonseca Júnior, foi o criador do Hospital Sem Paredes, voltado para atender menores carentes com problemas de saúde em braços e pernas. 
Além disso, o Debate Pelotas 13 Horas idealizou os Projetos Luso Grande do Sul e Brasil 500 anos, em 1996, 1997, 1998, 1999 e 2000. Clayton Rocha e Armindo Antônio Ranzolin, diretor da Rádio Gaúcha de Porto Alegre, criaram, em Lisboa, a Rede dos 500 anos, ou Rede do Descobrimento, integrada por 500 emissoras de rádio dos 7 países de língua portuguesa, mais Macau, no sul da China; e Goa, na Índia. As Séries Lisboa 13 Horas, Brasília 13 Horas, Macau 13 Horas, então possessão portuguesa no sul da China; e Porto Seguro, Bahia, 13 Horas; reuniram as principais emissoras de rádio de língua portuguesa, e de 157 Universidades de língua portuguesa em 7 países.  Mario Soares, ex-presidente e ex-primeiro ministro de Portugal, foi empossado, durante jantar na Embaixada do Brasil em Lisboa, no ano de 1976, presidente de honra dos projetos Luso Grande do Sul e Brasil 500 anos, criados em Pelotas, RS.